# Push the Button
Push the Button (deutsch: Drück den Knopf) war der erste Song, der aus dem vierten Studioalbum der Sugababes, Taller in More Ways, ausgekoppelt wurde. Es wurde im September 2005 veröffentlicht. Thematisch handelt das Lied davon, wie ein Mädchen versucht, einen Mann zu beeinflussen, endlich „den Knopf zu drücken“ (Push the Button), anstatt noch länger zu warten.

## Entstehungsgeschichte
Das Lied wurde von den Bandmitgliedern Keisha Buchanan, Mutya Buena und Heidi Range zusammen mit dem afroamerikanischen Songwriter Dallas Austin geschrieben. Der Song hat deutliche elektronische Einflüsse.

## Erfolg
Push the Button war eine erfolgreiche Single der Sugababes. In Großbritannien und Österreich war das Lied ein Nummer-eins-Hit, ebenso in Irland und Neuseeland. In Deutschland erreichte sie Platz zwei, in der Schweiz Platz 3. Am 16. Oktober 2005 befand sich Push the Button gleichzeitig auf Platz eins der britischen Single-, Download- und Airplaycharts.
Im August 2005 wurde das Lied in Chris Moyles Radioshow auf BBC Radio One zum ersten Mal gespielt, als eines von zwei Liedern aus dem neuen Album. Kurz darauf verkündete Island Records, dass Push the Button ausgesucht wurde, als erste Auskopplung des Albums zu erscheinen. Im September 2005 wurde in Großbritannien die Maxi-CD veröffentlicht. Das Lied wurde im Soundtrack der 2006 erschienenen romantischen Komödie It's a Boy/Girl Thing verwendet. Es wurde auch im Werbespot für Tassimo Kaffeemaschinen genutzt.

## Video
Im Musikvideo zu Push the Button, bei dem Matthew Rolston Regie führte und das von Lindsay Turnham für Exposure Films produziert wurde, tanzen die Sugababes in einem Aufzug eines hohen Gebäudes, auf den drei verschiedene Männer warten. Auf jeder der Etagen, auf der einer der Männer steht, steigt eine der Sugababes aus und tanzt mit dem Mann.
Das Video wurde im Juli 2005 an verschiedenen Aufnahmeorten in der Gegend von Shepherd’s Bush in London aufgenommen. Die Erstausstrahlung erfolgte in Großbritannien in der Woche vom 12. September 2005.

## Mitwirkende
- Gesang: Keisha Buchanan, Mutya Buena, Heidi Range
- Engineered: Rick Sheppard
- Sounddesign: Rick Sheppard
- Aufnahmeassistenten: Graham Marsh, Ian Rossiter, Owen Clark
- Abmischung: Jeremy Wheatley
- Schlagzeug: Dallas Austin
- Gitarre, Bass: Tony Reyes
- Master Recording: Chris Parmenidis

## Kommerzieller Erfolg

### Chartplatzierungen
| ChartsChartplatzierungen     | Höchstplatzierung | Wochen |
| ---------------------------- | ----------------- | ------ |
| Deutschland (GfK)            | 2 (25 Wo.)        | 25     |
| Österreich (Ö3)              | 1 (26 Wo.)        | 26     |
| Schweiz (IFPI)               | 3 (37 Wo.)        | 37     |
| Vereinigtes Königreich (OCC) | 1 (23 Wo.)        | 23     |

| ChartsJahrescharts (2005)    | Platzierung |
| ---------------------------- | ----------- |
| Deutschland (GfK)            | 19          |
| Österreich (Ö3)              | 5           |
| Schweiz (IFPI)               | 37          |
| Vereinigtes Königreich (OCC) | 10          |

### Auszeichnungen für Musikverkäufe
| Land/Region                  | Auszeichnungen für Musikverkäufe (Land/Region, Auszeichnung, Verkäufe) | Verkäufe |
| ---------------------------- | ---------------------------------------------------------------------- | -------- |
| Australien (ARIA)            | Platin                                                                 | 70.000   |
| Dänemark (IFPI)              | Platin                                                                 | 8.000    |
| Deutschland (BVMI)           | Gold                                                                   | 150.000  |
| Neuseeland (RMNZ)            | Gold                                                                   | 5.000    |
| Österreich (IFPI)            | Gold                                                                   | 15.000   |
| Schweden (IFPI)              | Platin                                                                 | 20.000   |
| Vereinigtes Königreich (BPI) | Platin                                                                 | 600.000  |
| Insgesamt                    | 3× Gold · 4× Platin ·                                                  | 868.000  |